# Lush Life (Linda Ronstadt)
Lush Life è un album in studio della cantante statunitense Linda Ronstadt, pubblicato nel 1984.
È il secondo disco di una trilogia legata al jazz e realizzata con l'ausilio di Nelson Riddle. In questo disco ha suonato John Guerin, che nel 1990 ha lavorato in Italia con il Piccolo Coro dell'Antoniano in E nelle onde che baraonde.

## Tracce
1. When I Fall in Love – 2:20 (Edward Heyman, Victor Young)
2. Skylark – 3:07 (Hoagy Carmichael, Johnny Mercer)
3. It Never Entered My Mind – 4:22 (Lorenz Hart, Richard Rodgers)
4. Mean to Me – 4:09 (Fred E. Ahlert, Roy Turk)
5. When Your Lover Has Gone – 4:18 (Einar Aaron Swan)
6. I'm a Fool to Want You – 4:45 (Joel Herron, Frank Sinatra, Jack Wolf)
7. You Took Advantage of Me – 2:21 (Lorenz Hart, Richard Rodgers)
8. Sophisticated Lady – 3:40 (Duke Ellington, Irving Mills, Mitchell Parish)
9. Can't We Be Friends? – 2:28 (Paul James, Kay Swift)
10. My Old Flame – 3:33 (Sam Coslow, Arthur Johnston)
11. Falling in Love Again – 2:35 (Friedrich Hollaender, Sammy Lerner)
12. Lush Life – 3:51 (Billy Strayhorn)